# Echipa națională de fotbal a statului Panama
Echipa națională de fotbal a Panamei reprezintă Panama la competițiile internaționale de fotbal și este controlată de FEPAFUT. Cea mai mare performanța a fost accederea în finala Cupei de Aur 2005.

## Palmares
- Campionatul Mondial de Fotbal

| 1930 - 1974 | Nu a intrat      | Nu a intrat      | Nu a intrat      | Nu a intrat      | Nu a intrat      | Nu a intrat      | Nu a intrat      | Nu a intrat      |         |         |
| 1978 - 2014 | Nu s-a calificat | Nu s-a calificat | Nu s-a calificat | Nu s-a calificat | Nu s-a calificat | Nu s-a calificat | Nu s-a calificat | Nu s-a calificat |         |         |
| 2018        | Faza grupelor    | 32               | 3                | 0                | 0                | 3                | 2                | 11               |         |         |
| 2022        | Va urma          | Va urma          | Va urma          | Va urma          | Va urma          | Va urma          | Va urma          | Va urma          | Va urma | Va urma |
| 2026        | Va urma          | Va urma          | Va urma          | Va urma          | Va urma          | Va urma          | Va urma          | Va urma          | Va urma | Va urma |
| Total       | 1/21             | Locul 32         | 3                | 0                | 0                | 3                | 2                | 11               |         |         |

| Istoria Campionatului Mondial | Istoria Campionatului Mondial | Istoria Campionatului Mondial | Istoria Campionatului Mondial |
| Anul                          | Runda                         | Scor                          | Rezultat                      |
| ----------------------------- | ----------------------------- | ----------------------------- | ----------------------------- |
| 2018                          | Faza Grupelor                 | Panama 0 – 3 Belgia           | Înfrângere                    |
| 2018                          | Faza Grupelor                 | Panama 1 – 6 Anglia           | Înfrângere                    |
| 2018                          | Faza Grupelor                 | Panama 1 – 2 Tunisia          | Înfrângere                    |

### Campionatul CONCACAF
- 1963 - prima rundă
- 1965 - nu a participat
- 1967 până în 1969 - nu s-a calificat
- 1971 până în 1973 - nu a participat
- 1977 până în 1989 - nu s-a calificat

### Cupa de Aur CONCACAF
| An                | Rundă            | G+               | V                | E                | Î                | GM               | GP               |
| ----------------- | ---------------- | ---------------- | ---------------- | ---------------- | ---------------- | ---------------- | ---------------- |
| 1991              | nu s-a calificat | nu s-a calificat | nu s-a calificat | nu s-a calificat | nu s-a calificat | nu s-a calificat | nu s-a calificat |
| 1993              | prima rundă      | 3                | 0                | 1                | 2                | 3                | 8                |
| 1996 până în 1998 | nu s-a calificat | nu s-a calificat | nu s-a calificat | nu s-a calificat | nu s-a calificat | nu s-a calificat | nu s-a calificat |
| 2000              | nu a participat  | nu a participat  | nu a participat  | nu a participat  | nu a participat  | nu a participat  | nu a participat  |
| 2002 până în 2003 | nu s-a calificat | nu s-a calificat | nu s-a calificat | nu s-a calificat | nu s-a calificat | nu s-a calificat | nu s-a calificat |
| 2005              | Locul secund     | 6                | 3                | 2                | 1                | 7                | 6                |
| 2007              | Sferturi         | 4                | 1                | 1                | 2                | 6                | 7                |
| 2009              | Sferturi         | 4                | 1                | 1                | 2                | 7                | 5                |
| 2011              | calificată       | calificată       | calificată       | calificată       | calificată       | calificată       | calificată       |

### Cupa Națiunilor UNCAF
- 1991 - Preliminarii
- 1993 - Locul trei
- 1995 - prima rundă
- 1997 - prima rundă
- 1999 - nu a participat
- 2001 - locul patru
- 2003 - locul cinci
- 2005 - locul patru
- 2007 - Locul doi
- 2009 - Campioni
- Campioni CCCF în 1951

## Jucători

### Cei mai selecționați jucători
| Jucător             | Ani la națională | Meciuri (goluri) |
| ------------------- | ---------------- | ---------------- |
| José Anthony Torres | 2000-2007        | 85 (0)           |
| Ricardo Phillips    | 1996-2007        | 80 (8)           |
| Luis Ernesto Tapia  | 1963-1979        | 77 (27)          |
| Alberto Blanco      | 2000-2007        | 66 (2)           |
| Felipe Baloy        | 2001-2007        | 61 (2)           |
| Ubaldo Guardia      | 1993-2003        | 60 (0)           |
| José Luis Garcés    | 2000-2007        | 58 (20)          |
| Carlos Rivera       | 2004-2007        | 49 (3)           |
| Engie Mitre         | 2003-2006        | 48 (0)           |
| Luis Moreno         | 2001-2007        | 45 (0)           |
| Luis Henriquez      | 2004-2007        | 41 (0)           |
| Roberto Brown       | 2000-2007        | 40 (14)          |

## Golgeteri
Jucătorii scriși cu îngroșat încă joacă pentru reprezentativa din Panama.
| Jucător              | Ani la națională | Goluri |
| -------------------- | ---------------- | ------ |
| Julio Dely Valdés    | 1990-2005        | 22     |
| Blas Pérez           | 2000-            | 18     |
| Luis Tejada          | 2004-            | 16     |
| Victor Rene Mendieta | 1990-2002        | 16     |
| Roberto Brown        | 2000-            | 14     |
| Jorge Dely Valdés    | 1990-2005        | 13     |
| Ricardo Phillips     | 1996-            | 9      |

## Lot
|  | P | Jaime Penedo           | 26 septembrie 1981 (43 de ani) | 52 | 0  | Dinamo Bucuresti  |  |  |
|  | P | Kevin Melgar           | 1 ianuarie 1993 (32 de ani)    | 0  | 0  | Alianza           |  |  |
|  | P | Erick Hughes           | 7 noiembrie 1986 (38 de ani)   | 0  | 0  | San Francisco     |  |  |
|  |   |                        |                                |    |    |                   |  |  |
|  | F | Adolfo Machado         | 14 martie 1985 (40 de ani)     | 17 | 1  | Comunicaciones    |  |  |
|  | F | Román Torres           | 20 martie 1986 (39 de ani)     | 38 | 1  | Atlético Nacional |  |  |
|  | F | Felipe Baloy (căpitan) | 24 februarie 1981 (44 de ani)  | 64 | 2  | Santos Laguna     |  |  |
|  | F | Harold Cummings        | 1 martie 1992 (33 de ani)      | 3  | 0  | Árabe Unido       |  |  |
|  | F | Jean Carlos Cedeño     | 7 septembrie 1985 (39 de ani)  | 1  | 0  | Chorrillo         |  |  |
|  | M | Erick Davids           | 31 martie 1991 (33 de ani)     | 3  | 0  | Árabe Unido       |  |  |
|  |   |                        |                                |    |    |                   |  |  |
|  | M | Amilcar Henríquez      | 2 august 1983 (41 de ani)      | 38 | 1  | Atlético Huila    |  |  |
|  | M | Gabriel Gómez          | 29 mai 1984 (40 de ani)        | 56 | 3  | La Equidad        |  |  |
|  | M | Eybir Bonaga           | 19 mai 1986 (38 de ani)        | 4  | 0  | San Francisco     |  |  |
|  | M | Aramis Haywood         | 3 aprilie 1985 (39 de ani)     | 5  | 1  | Plaza Amador      |  |  |
|  | M | Armando Cooper         | 26 octombrie 1987 (37 de ani)  | 8  | 2  | Árabe Unido       |  |  |
|  | M | Gabriel Torres         | 31 octombrie 1988 (36 de ani)  | 16 | 1  | San Francisco     |  |  |
|  | M | Ricardo Buitrago       | 10 martie 1985 (40 de ani)     | 8  | 0  | Plaza Amador      |  |  |
|  | M | Marcos Sanchez         | 23 decembrie 1989 (35 de ani)  | 2  | 0  | Tauro             |  |  |
|  |   |                        |                                |    |    |                   |  |  |
|  | A | Blas Pérez             | 13 martie 1981 (44 de ani)     | 38 | 16 | León              |  |  |
|  | A | Edwin Aguilar          | 7 august 1985 (39 de ani)      | 20 | 5  | Real Cartagena    |  |  |
|  | A | Luis Renteria          | 13 septembrie 1988 (36 de ani) | 2  | 0  | Charleroi         |  |  |
|  | A | Roberto Brown          | 15 iulie 1977 (47 de ani)      | 46 | 15 | San Francisco     |  |  |

## Antrenori
| Anul numirii | Nume                                |
| ------------ | ----------------------------------- |
| 1938         | Romeo Parravicini                   |
| 1952         | Rogelio Díaz                        |
| 1976         | Renato Panay                        |
| 1978         | Omar Muraco                         |
| 1979         | Edgardo Bone Baldi                  |
| 1980         | Luis Borghini                       |
| 1980         | Rubén Cárdenas                      |
| 1984         | Orlando Muñoz                       |
| 1984         | Carlos Cavagnaro                    |
| 1986-1988    | Juan Colecchio                      |
| 1992         | Gustavo de Simone                   |
| 1996         | Orlando Muñoz                       |
| 1996         | César Maturana                      |
| 1999         | Óscar Aristizabel                   |
| 2000         | Miguel Mansilla                     |
| 2000         | Leopoldo Lee                        |
| 2000         | Ezequiel Fernández                  |
| 2001         | Mihai Stoichiță                     |
| 2002 - 2003  | Carlos Alberto Daluz                |
| 2004 - 2005  | José Eugenio Hernández              |
| 2006 interim | Julio Dely Valdés Jorge Dely Valdés |
| 2006 interim | Victor Rene Mendieta                |
| 2006 - 2008  | Alexandre Guimarães                 |
| 2008 - 2009  | Gary Stempel                        |
| 2010 -       | Julio Dely Valdés                   |

### Alți antrenori
- Datele în care au antrenat naționala din Panama nu sunt cunoscute.
- Raúl “Che” Álvarez
- Moses Stern
- José Bezerra
- Óscar Rendoll Gómez (1946)
- Néstor Valdez Moraga
- Gilberto Casanova
- Alonso "Cachaco" Rodríguez
- Gonzalo Soto
- Saúl Suárez
- Christian Saborío
- Manuel Sánchez Durán
- José Bech
- César Méndez